# Hesionides similis
Hesionides similis är en ringmaskart som beskrevs av Chandrasekhara-Rao 1978. Hesionides similis ingår i släktet Hesionides och familjen Hesionidae. Inga underarter finns listade i Catalogue of Life.